# Crash (economia)
Nas bolsas de valores, um crash, crache ou craque  é uma queda abrupta e acentuada dos preços das ações,  geralmente provocada por pânico, associado a fatores econômicos subjacentes. Quase sempre ocorre após uma "bolha especulativa" no mercado, quando grandes volumes de ações são negociados a preços consideravelmente descolados do valor intrínseco dessas ações. Na quinta-feira negra alguns investidores, perante as avultadas perdas, suicidaram-se no próprio dia.  
No século XX houve vários crashes famosos, como, por exemplo:
- Quinta-feira negra (Black Thursday) - 24 de outubro de 1929,  quebra da Bolsa de Valores de Nova York,  que marcou o início da Grande Depressão;
- Segunda-feira negra (Black Monday) - 19 de outubro de 1987,[5][6] quando se registrou queda superior a 20% no índice Dow Jones, que mede a variação média do preço das ações negociadas Bolsa de Nova York.

No Brasil, os crashes de maior repercussão na vida cotidiana da população foram os de 1890, e de 1971. O de 1989, que levou à quebra da Bolsa carioca, teve mais repercussão  entre os profissionais do mercado.